# Extra Volume 3
Extra Volume 3 – album kompilacyjny niemieckiego zespołu industrialnego KMFDM, wydany 8 października 2008 roku. Jest to trzecia i ostatnia kompilacja zawierająca utwory wcześniej wydane jedynie na singlach.

## Lista utworów
CD 1
1. "Move On" (Scott Burns Remix) - 4:23
2. "Glory" (Cajun Mix) - 5:31
3. "Juke Joint Jezebel" (Single Mix) - 4:09
4. "Kraut" - 4:57
5. "Juke Joint Jezebel" (Poly-Matrix) - 4:17
6. "Juke Joint Jezebel" (Metropolis) - 5:15
7. "Juke Joint Jezebel" (Paradox) - 4:27
8. "Juke Joint Jezebel" (Poly-Matrix X-tended) - 6:15
9. "Juke Joint Jezebel" (Poly-Matrix X-tended Mix Instrumental) - 6:10
10. "Brute" (Single Mix) - 4:01
11. "Brute" (Kun$t Mix) - 4:15
12. "Brute" (In Your Face Mix) - 3:34
13. "Brute" (Punch Mix) - 4:16
14. "Revolution II" - 5:26

CD 2
1. "Son of a Gun" (Overhauled by Sascha Konietzko and Chris Shepard) - 3:40
2. "Inane" (Undermined by En Esch and Chris M. Flam) - 8:27
3. "Rules" (Reapplied by Raymond Watts and Steve White) - 8:14
4. "Power" (Single Mix) - 3:38
5. "Megalomaniac" (Single Mix) - 4:19
6. "Anarchy" (Payola) - 4:04
7. "Megalomaniac" (cherry bomb) - 6:13
8. "Anarchy" (Fusako) - 4:54
9. "Megalomaniac" (Uxii) - 6:53
10. "Unfit" (Death Before Taxes) - 5:46
11. "Anarchy" (God and the State) - 5:45
12. "Megalomaniac" (tvvå) - 7:37